# Pierre Scheurette
 (janvier 2022).
La mise en forme du texte ne suit pas les recommandations de Wikipédia : il faut le « wikifier ».
Les points d'amélioration suivants sont les cas les plus fréquents. Le détail des points à revoir est peut-être précisé sur la page de discussion.
- Les titres sont pré-formatés par le logiciel. Ils ne sont ni en capitales, ni en gras.
- Le texte ne doit pas être écrit en capitales (les noms de famille non plus), ni en gras, ni en italique, ni en « petit »…
- Le gras n'est utilisé que pour surligner le titre de l'article dans l'introduction, une seule fois.
- L'italique est rarement utilisé : mots en langue étrangère, titres d'œuvres, noms de bateaux, etc.
- Les citations ne sont pas en italique mais en corps de texte normal. Elles sont entourées par des guillemets français : « et ».
- Les listes à puces sont à éviter, des paragraphes rédigés étant largement préférés. Les tableaux sont à réserver à la présentation de données structurées (résultats, etc.).
- Les appels de note de bas de page (petits chiffres en exposant, introduits par l'outil «  Source ») sont à placer entre la fin de phrase et le point final[comme ça].
- Les liens internes (vers d'autres articles de Wikipédia) sont à choisir avec parcimonie. Créez des liens vers des articles approfondissant le sujet. Les termes génériques sans rapport avec le sujet sont à éviter, ainsi que les répétitions de liens vers un même terme.
- Les liens externes sont à placer uniquement dans une section « Liens externes », à la fin de l'article. Ces liens sont à choisir avec parcimonie suivant les règles définies. Si un lien sert de source à l'article, son insertion dans le texte est à faire par les notes de bas de page.
- La présentation des références doit suivre les conventions bibliographiques. Il est recommandé d'utiliser les modèles {{Ouvrage}}, {{Chapitre}}, {{Article}}, {{Lien web}} et/ou {{Bibliographie}}. Le mode d'édition visuel peut mettre en forme automatiquement les références.
- Insérer une infobox (cadre d'informations à droite) n'est pas obligatoire pour parachever la mise en page.

Pour une aide détaillée, merci de consulter Aide:Wikification.
Si vous pensez que ces points ont été résolus, vous pouvez retirer ce bandeau et améliorer la mise en forme d'un autre article.
Pierre Scheurette, également connu sous le nom de Pierre Feuillette ou encore Pierre Cueillette, né le 19 janvier 1990 à Verviers, est un artiste, auteur humoristique, journaliste littéraire et chroniqueur radio et télé belge.
Il est chroniqueur pour La Première et Tipik (RTBF), rédacteur de "Faits alternatifs" pour le magazine Moustique et coauteur d'Alex Vizorek.

## Éducation
Pierre Scheurette a fait ses études secondaires à l'Institut Saint-Roch de Theux, en Belgique. Il a étudié les communications appliquées à l'IHECS et a obtenu son Master de journalisme dans la même école.
Durant ses études à l'IHECS, Pierre Scheurette a été membre du CEICS, le Cercle des étudiants de l'IHECS, en tant que délégué culture.

## Carrière professionnelle
En 2013, il commence sa carrière en tant que stagiaire pour Jérôme Colin, et l'émission à succès Hep Taxi.
Directement après l'obtention de son diplôme, Scheurette est engagé comme animateur / chroniqueur pour l'émission matinale Snooze sur Pure, devenue Tipik, aux côtés de Vanessa Klak, Sébastien Ministru, Greg Carette et Bouchra Bat. Il quitte l'émission au bout de 3 saisons.
En parallèle de sa carrière radiophonique, en 2013 Pierre Scheurette devient également chroniqueur pour le magazine hebdomadaire Moustique, dans lequel il tient dorénavant la rubrique "Faits Alternatifs".
Depuis 2015, il travaille avec l'humoriste et chroniqueur Alex Vizorek en tant que co-auteur pour ses chroniques quotidiennes et hebdomadaires sur France Inter, France Télé, C8, La Première, La Une ou encore Paris Première. Il est également auteur pour l'émission "Si tu écoutes, j'annule tout" (devenu "Par Jupiter" puis "C'est encore nous!") de Charline Vanhoenacker et Alex Vizorek sur France Inter.
En 2023, il crée et anime le podcast Pourquoi c'est drôle l'humour? pour le compte de la RTBF, dans lequel il interview notamment Thomas VDB, Nora Hamzawi, Alex Vizorek ou encore Fanny Ruwet.

## Divers
En 2012, le magazine belge Le Vif le classe parmi les 100 plus grands influenceurs belges sur Facebook et Twitter.

En août 2023, il annonce sur son compte Twitter/X être l'objet d'une plainte en justice par le greffier du Parlement wallon, Frédéric Janssens, concernant une publication humoristique parue dans Télé-Moustique. En décembre 2024, il gagne son procès au tribunal de première instance de Bruxelles.